# Squadra di Vendetta su Superman
La Squadra di Vendetta su Superman è il nome di due organizzazioni immaginarie dell'Universo DC costituiti da personaggi immaginari dei fumetti tutti avversari di Superman.

## Storia
La storia si divide in due parti, la prima relativa al periodo "pre-Crisi", cioè il periodo precedente agli eventi narrati nella saga Crisi sulle Terre infinite e la seconda relativa al periodo successivo.

### Pre-Crisi
La squadra originariamente chiamata "Squadra di Vendetta su Superboy" esordì in Superboy n. 94 (gennaio 1962) mentre la Squadra di Vendetta su Superman comparve due mesi dopo in Action Comics n. 286 (marzo 1962). Entrambe le squadre erano composte da abitanti del pianeta Wexr II, a cui Superboy aveva intralciato i piani di conquista; più tardi entrarono nella squadra anche membri di altri pianeti, tutti nemici giurati di Superman. Molti dei piani della Squadra per distruggere Superman si basavano sulla guerra psicologica, provocandogli incubi tramite la kryptonite, facendogli commettere atti distruttivi tramite l'ipnosi e ingannandolo, rivelando la sua identità segreta ad altri. Nelle loro prime apparizioni i membri della squadra comparivano incappucciati al fine di mantenere segrete le loro identità. Successivamente indossorono una versione modificata del costume di Superman, con l'emblema della "S" in kryptonite, e la testa calva in tributo a Lex Luthor. In una delle loro ultime apparizioni di questo periodo, in DC Comics Presents n. 87 (Novembre 1985), riuscì a spedire Superman in un universo parallelo, dove incontrò Superboy-Prime, l'unico supereroe di Terra-Prime.

### Post-Crisi
- In Adventures of Superman n. 453 (febbraio 1997), venne introdotta una nuova versione della Squadra composta da Morgan Edge, che riunì vari personaggi che nutrivano rancore nei confronti di Superman come Morgan Edge, Maxima, Barrage, Riot, Misa e Anomalia.
- Dopo gli eventi narrati in Crisi infinita, Lex Luthor creò una nuova squadra nella storia Superman: Last Son nel quale lo stesso Superman si unì alla squadra per fermare l'armata di kryptoniani malvagi del Generale Zod. Oltre a Superman e Lex Luthor, la squadra includeva Metallo, equipaggiato con varie tipologie di kryptonite, inclusa quella dorata, Parassita e Bizzarro.
- Quando anche Guy Gardner combatté l'Eradicatore dopo La morte di Superman, si riferì a sé stesso come "Squadra di Vendetta su Superman fatta persona".

## Altri media

### Televisione
Un'altra versione della Squadra di Vendetta su Superman comparve in La Morte di Superman (in inglese Hereafter), un episodio della serie televisiva animata Justice League Unlimited. Mentre i membri erano completamente differenti, il loro scopo rimaneva lo stesso. Durante la battaglia, Giocattolaio sparò a Superman un gigantesco colpo di cannone energetico, apparentemente uccidendolo. Più tardi si scoprì che il colpo di cannone di Toyman mandò avanti Superman di 30.000 anni nel futuro. I membri erano Metallo, Giocattolaio, Livewire, Mago del Tempo e Kalibak.